# Wilhelm Franz Sintenis
Wilhelm Franz Sintenis (* 26. August 1794 in Dornburg an der Elbe; † 23. Januar 1859 in Magdeburg) war ein deutscher evangelischer Theologe und Vertreter des theologischen Rationalismus.

## Leben
Nach dem Studium der Evangelischen Theologie an der Universität Wittenberg wirkte Sintenis ab 1818 in Roßlau, zunächst als Adjunkt bei seinem Vater, dem Pfarrer Johann Christian Sigismund Sintenis, später als Schulinspektor. 1824 wurde er 2. Prediger an der Heilig-Geist-Kirche in Magdeburg und rückte 1831 in die erste Stelle auf, die er bis zu seinem Tod innehatte.
Von Bedeutung ist er vor allem durch den auch nach ihm benannten Magdeburger Bilderstreit (auch »Magdeburger Gebetsstreit«) von 1840, eine heftige Auseinandersetzung zwischen rationalistischen und neuorthodoxen Theologen. Sintenis löste ihn durch einen Leserbrief an die Magdeburger Zeitung aus, in dem er das Gebet zu Jesus ablehnte, weil nur Gott dem Vater Anbetung zukomme. Damit provozierte er heftige Reaktionen anderer Magdeburger Prediger sowie eine Rüge des Magdeburger Konsistoriums unter Generalsuperintendent Bischof Bernhard Dräsecke. Dies wiederum veranlasste rationalistische Kollegen sowie das liberale Bürgertum (etwa das Kirchenkollegium der Heilig-Geist-Kirche unter Leitung des Gerichtsassessor Ämil Funk und den Magdeburger Magistrat unter August Wilhelm Francke) zu Protesten gegen die Beschneidung der protestantischen Lehrfreiheit.
Die Ereignisse gaben 1841 den Anstoß zur Bildung der innerkirchlichen Oppositionsbewegung der protestantischen Freunde („Lichtfreunde“) unter der Führung Leberecht Uhlichs. Sintenis war von Anfang an beteiligt, blieb aber im Hintergrund und war wieder um ein gutes Verhältnis zu seinen Vorgesetzten bemüht. Er engagierte sich im Gustav-Adolph-Verein und griff erst 1846 nach polizeilichen Repressalien gegen Uhlich und die Lichtfreunde-Bewegung wieder mit scharfen Streit- und Parteischriften gegen den restaurativen kirchenpolitischen Kurs des Generalsuperintendenten Johann Friedrich Möller in die literarischen Auseinandersetzungen ein. Er beteiligte sich aber nicht an der Gründung einer freien Gemeinde in Magdeburg und stand auch den bürgerlich-demokratischen Bestrebungen nach 1848 zurückhaltend gegenüber. 1855 wurde er infolge einer Generalkirchenvisitation pensioniert.

## Werke
- Vier Predigten in der Kirche zum Heiligen Geist in Magdeburg am 16. und 23. Februar, 1. und 8. März 1840 gehalten. 1842
- Die Sache der Gustav-Adolph’s-Vereine nach ihrem Ursprung und Zweck und nach ihrer Nothwendigkeit und Rühmlichkeit dargestellt. 1844
- Möller und Uhlich. Beleuchtung des Möller’schen Schriftstücks Nr. 7. 1847
- Dr. J. F. Möllers Wirken im Consistorium und in der Generalsuperintendentur der Provinz Sachsen. 1849.